# Kai Brückner

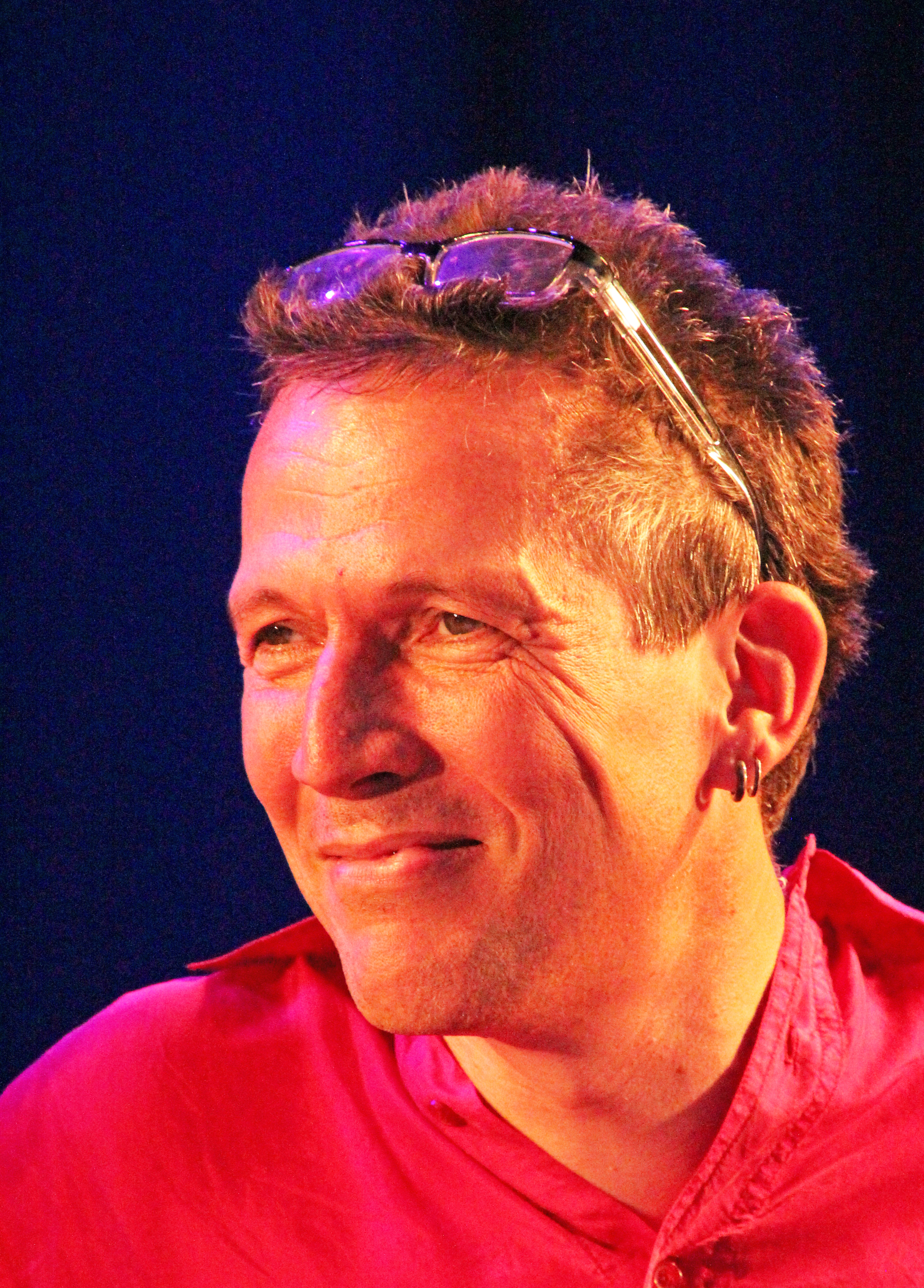
Kai Brückner 2017 bei Jazz im Palmengarten in Frankfurt

Kai Brückner (* 1969 in West-Berlin) ist ein deutscher Jazzgitarrist.

## Leben und Wirken
Kai Brückner ist ein Sohn des deutschen Schauspielers und Synchronsprechers Christian Brückner. Mit acht Jahren fing er an, Gitarre zu spielen. In seinen Kinderjahren war er Synchronsprecher. Ab 1979 war er die deutsche Stimme von Ricky Schroder, den er auch 1980 in Der kleine Lord sprach. 1982 sprach er seine letzte Rolle. Während seiner Jugendzeit, die er zwischen 1984 und 1986 in Larchmont, einer Kleinstadt im Einzugsgebiet von New York City, verbrachte, nahm er Unterricht bei John Abercrombie. Seit 1989 ist er als Musiker in Berlin aktiv. Von 1990 bis 1994 studierte er an der Hochschule der Künste in Berlin unter anderem bei David Friedman, Sigi Busch und Jerry Granelli. Bei einem weiteren Aufenthalt in New York von 1994 bis 1995 setzte er seine Ausbildung bei John Abercrombie, Mike Stern und Wayne Krantz fort. Mit Granelli und seiner Band UFB war er mehrfach auf Nordamerika-Tournee. 1999 ermöglichte ein Stipendium des Berliner Senats die Teilnahme am Jazzworkshop im kanadischen Banff.
Er verfolgt eigene Projekte wie MicroBazaar (mit Thomy Jordi und Sebastian Merk) und Yakou Tribe, mit denen er auch in Afrika und Indien auf Tour war, sowie das Lone World Trio mit seinem Vater. Daneben spielte er mit Tilmann Dehnhard, Jocelyn B. Smith, Pepe Berns, Lisa Bassenge, Maria Farantouri, Zülfü Livaneli, Andreas Schnermann und Esther Kaiser. Mit Thärichens Tentett war er auf China-Tournee, mit The Taal Tantra Experience spielte er mit Tanmoy Bose eine CD ein und trat in Indien auf. Daneben schrieb er Filmmusik fürs ZDF sowie Arte und komponierte für Hörbücher.

## Diskographische Hinweise
- brückner beat (2001)
- Yakou Tribe Road Works (2001, mit Jan von Klewitz sax, Johannes Gunkel b, Rainer Winch d)
- Yakou Tribe Red & Blue Days (2004)
- Yakou Tribe: Rituals (Traumton, 2007)
- MicroBazaar Nomad (2009)
- The Taal Tantra Experience Sixth Sense (2010)

## Synchronrollen
- Der Champ (1979)
- Puschel, das Eichhorn (1979)
- Der kleine Lord (1980)
- Die Kadetten von Bunker Hill (1980)
- Mustang (1973; Synchro 1982)